# Ion Antonescu
Ion Antonescu (Piteşti 2 de juny de 1882 - Presó de Jilava, 1 de juny de 1946) fou un mariscal i estadista romanès. Va ser membre de l'estat major durant la Primera Guerra Mundial, agregat militar a París i a Londres. L'any 1937 va ser nomenat general i cap d'estat major. Va ser exclòs de l'exèrcit i arrestat com a enemic declarat del rei Carles II de Romania; més tard fou alliberat i va ocupar el càrrec de ministre de la Defensa, però dimití al cap de poc. Va ser de nou arrestat al juliol de 1940 i al setembre de 1940 fou novament nomenat primer ministre, just en un moment que Romania va ser obligada a cedir a l'URSS Bucovina i Bessaràbia, als hongaresos el Nord-oest de Transsilvània i a Bulgària el Sud de Dobrudja.
Només prendre possessió del seu càrrec va demanar l'abdicació de Carles II i es va proclamar conducător (cap) de l'estat legionari que aspirava constituir a Romania, exercint una dictadura absoluta. Per recuperar els territoris perduts i restituir la Gran Romania, va fer entrar a Romania a la Segona Guerra Mundial al costat de l'Alemanya d'Adolf Hitler i la Itàlia de Benito Mussolini obrint les fronteres romaneses a les tropes alemanyes i conduint a les romaneses, juntament amb les primeres, a la batalla de Stalingrad.. El 23 d'agost de 1944 es va produir un cop d'estat, en el qual el rei Miquel I de Romania estava implicat, que va acabar amb la dictadura. Antonescu va ser lliurat als soviètics per les noves autoritats romaneses, essent jutjat, condemnat i executat l'any 1946.